# Conorboides
Conorboides es un género de foraminífero bentónico de la familia Conorboididae, de la superfamilia Conorboidoidea, del suborden Robertinina y del orden Robertinida. Su especie tipo es Conorbis mitra. Su rango cronoestratigráfico abarca el Albiense (Cretácico inferior).

## Clasificación
Conorboides incluye a las siguientes especies:
- Conorboides brauni †
- Conorboides mitra †
- Conorboides claytonensis †
- Conorboides hofkeri †
- Conorboides inderensis †
- Conorboides irregularis †
- Conorboides lamplughi †
- Conorboides marginata †
- Conorboides mitra †
- Conorboides posidonicola †
- Conorboides propatulus †
- Conorboides pygmaea †
- Conorboides taimyrensis †
- Conorboides valendisensis †
- Conorboides vandae †
- Conorboides walli †